# Schloss Dambrau

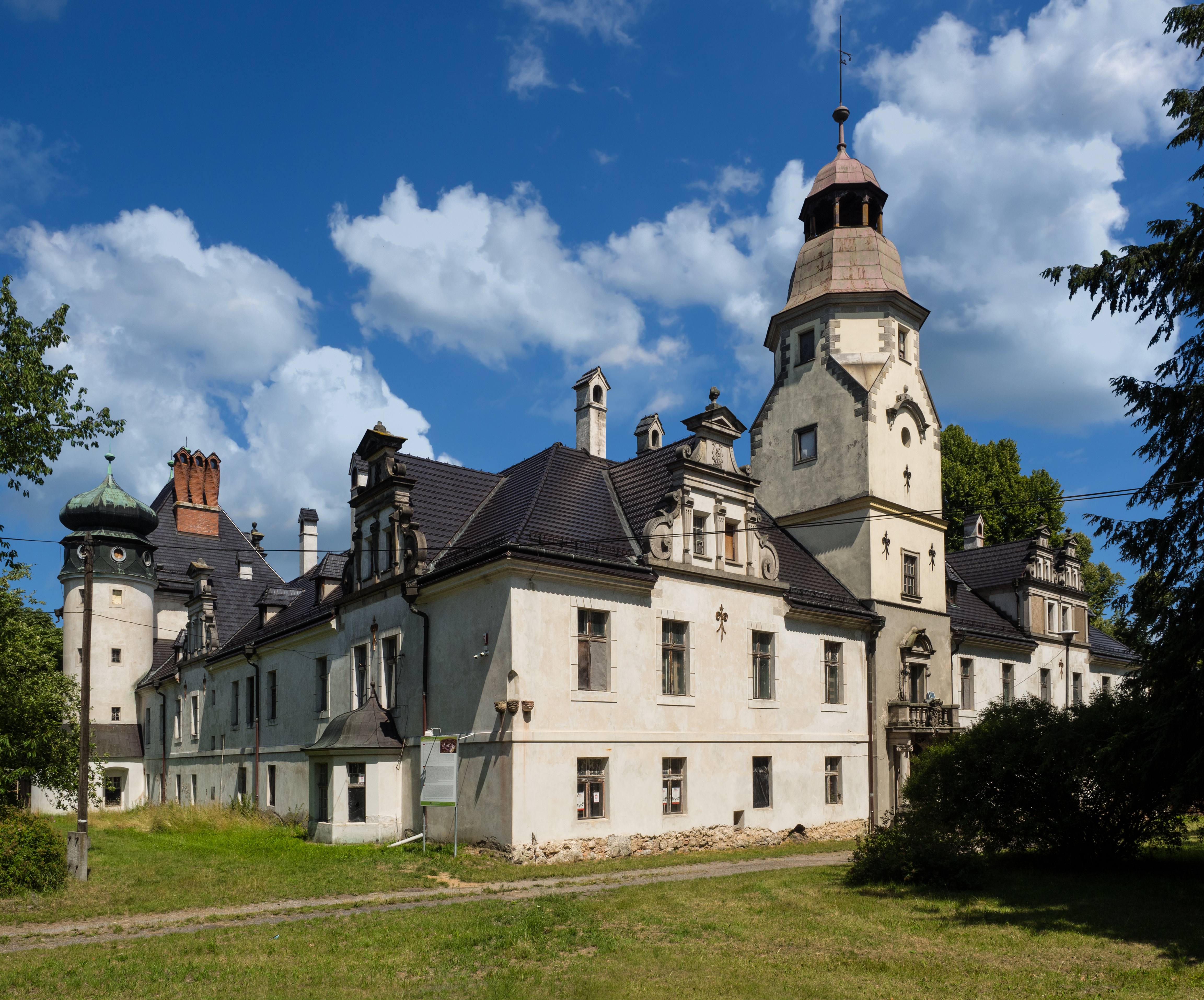
Schloss Dambrau

Das Schloss Dambrau ist eine Schlossanlage im oberschlesischen Ort Dąbrowa (deutsch Dambrau) im Powiat Opolski (Kreis Oppeln).

## Geschichte

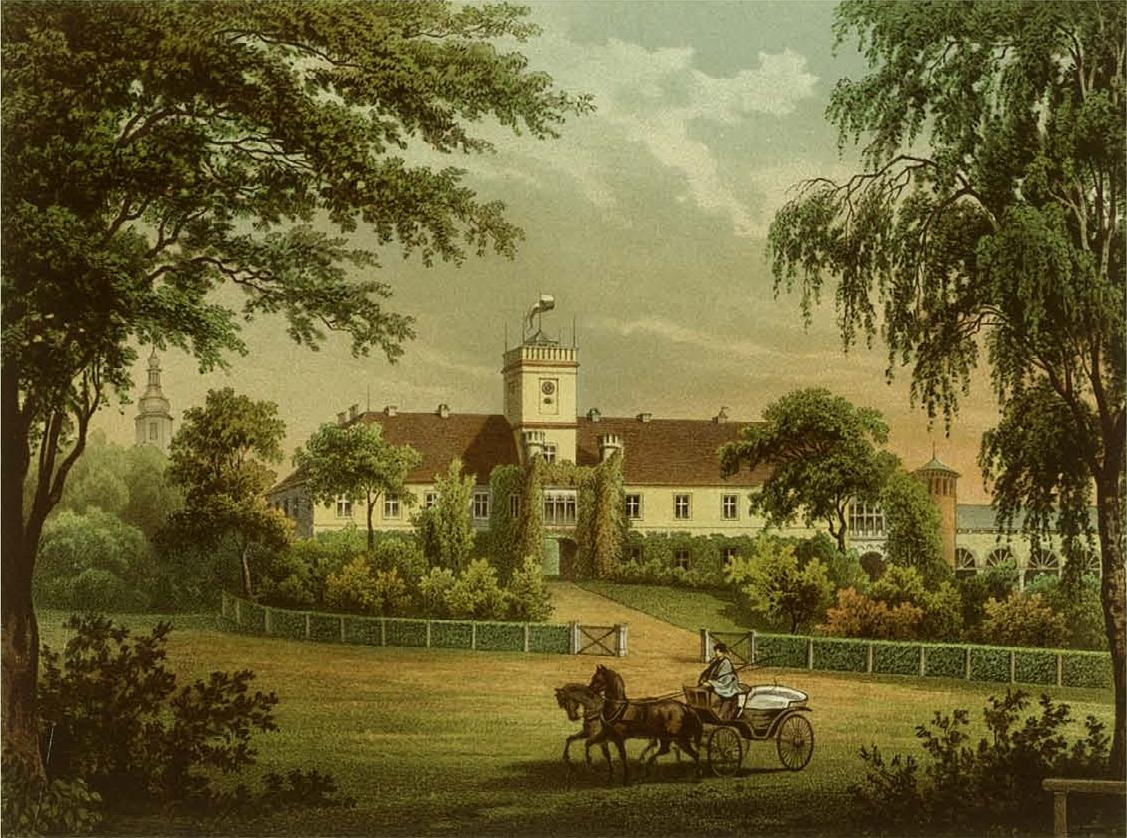
Schloss Dambrau um 1861/62, Sammlung Alexander Duncker

Das Schloss Dambrau ist ein Spätrenaissancebau, der unter dem damaligen Grundherrn Joachim Graf von Tschentschau-Mettich entstand. Am 7. Juli 1615 begann der Bau des Schlosses, das bereits 1617 vollendet wurde. Aus dieser Zeit stammt unter anderem noch der Torturm mit Zwiebelhelm. In den folgenden Jahrhunderten erfolgten mehrere Umbauten am Schloss. Zeitweise war das Gut in den Händen der Familie von Larisch. Dann gehörte Schloss Dambrau der Familie Ziegler von Klipphausen. Dambrau galt als so genannter alter Besitz, mit einigen Nebengütern. Mit Clementine Freifrau von Ziegler und Klipphausen, geborene Gräfin von Seydewitz, residierte zeitweise eine Gutsherrin auf Schloss Dambrau. Die größte bauliche Veränderung vollzog sich in den Jahren 1894 bis 1897 unter dem Fürsten Hans Heinrich XI. von Hochberg. Die Vierflügelanlage des Schlosses wurde im Stil der Neorenaissance umgebaut und erhielt Zwerchgiebel sowie an der Nordwestecke einen Rundturm.
Im Jahr 1905 lebte im Schloss der spätere schweizerische Schriftsteller Robert Walser, der hier das an einer Berliner Schule erlernte Dienen ausübte.
Im Jahr 1921 ging das Schloss in den Besitz des Grafen Hermann zu Solms-Baruth (1888–1961). Er war ein Schwiegersohn des Fürsten Hans-Heinrich IV. von Hochberg. Dessen zweiter Sohn aus erster Ehe, Konrad Eduard Graf Hochberg, starb 1934 als ausgebildeter Diplom-Landwirt. Und auch der vierte Sohn, aus zweiter Ehe stammend, Wilhelm Bolko Emanuel von Hochberg (1886–1934) verstarb 1934 im Schloss Dambrau. 1937 sind für den dazugehörigen Landbesitz des Schlosseigentümers 3270 ha nachgewiesen, mit einem bevollmächtigen Diplomlandwirt, einer Forstverwaltung und der Gräflich zu Solms’schen Hauptverwaltung in Mittenwalde.
Zu Beginn des Zweiten Weltkriegs war das Schloss unbewohnt. Während des Krieges wurde im Schloss eine Schule eingerichtet. In den Wirtschaftsgebäuden wurden Zwangsarbeiter und Kriegsgefangene beschäftigt und 1944 ein Lazarett eingerichtet. Als Folge des Zweiten Weltkriegs fiel das Schloss Dambrau 1945 mit dem größten Teil Schlesiens an Polen. Danach diente ein Schlossflügel kurzzeitig als Krankenhaus. 
Bis 1975 beherbergte das Schloss mehrere Einrichtungen, darunter eine Agrarschule sowie eine Ausbildungsstätte für Landespolizisten. Im Jahr 1975 ging das Schloss in den Besitz der Pädagogischen Hochschule Oppeln, dem Vorgänger der heutigen Universität Oppeln. Durch fehlende finanzielle Mittel blieben Sanierungsmaßnahmen am Gebäude aus, so dass es sich bis heute in einem schlechten baulichen Zustand befindet. 
Das Schloss mitsamt der Parkanlage befindet sich heute im Besitz der Universität Oppeln. Im Sommer 2016 wurden finanzielle Mittel für eine Sanierung zugesichert. Zukünftig soll das Gebäude wieder für universitäre Zwecke verfügbar sein.

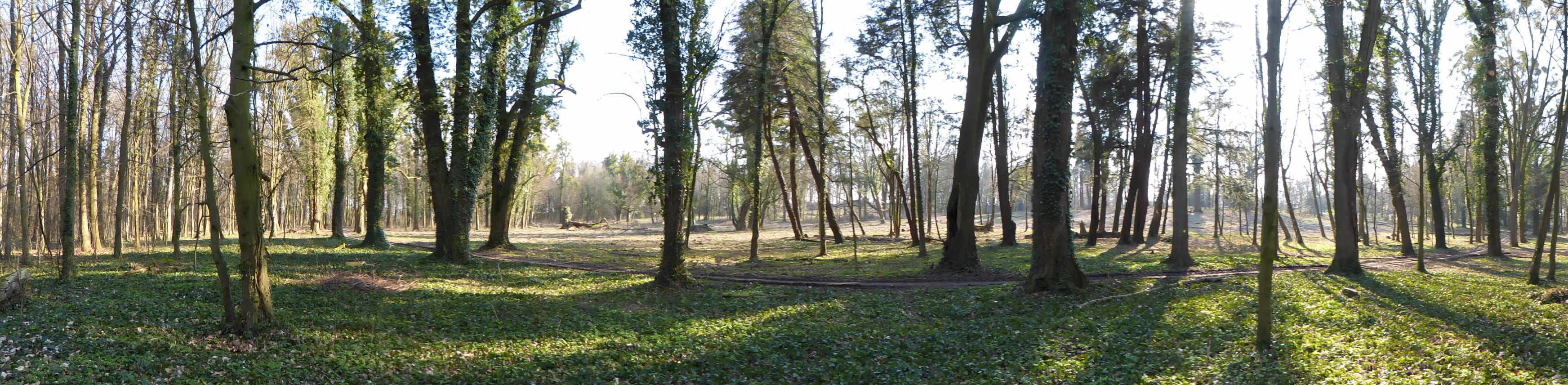
Parkanlage

## Parkanlage
Die zum Schloss dazugehörige Parkfläche umfasst eine Größe von 2,2 Hektar. 